# صالح الشحي
صلاح الشحي (مواليد 26 فبراير 1997) لاعب كرة قدم إماراتي يجيد اللعب في الهجوم.
مثل نادي التعاون في الفئات السنية وانتقل إلى نادي النصر في عام 2014 ومثلهم في الفئات السنية إلى أن وصل للفريق الأول في عام 2017 وعاد إلى نادي التعاون في عام 2019 .